# Grupo de Trabajo sobre Detención Arbitraria
El Grupo de Trabajo sobre Detención Arbitraria es un mecanismo creado por el Consejo de Derechos Humanos de las Naciones Unidas, en el que un grupo de expertos tienen como función la averiguación de casos en los que existan detenciones que puedan atentar contra los principios establecidos por normas internacionales y la Declaración Universal de los Derechos Humanos; solicitar y recibir informaciones al respecto a gobiernos, organismos civiles y ciudadanos involucrados en los casos así como informar anualmente sobre sus actividades. Desde 1991 ha emitido más de 600 dictámenes.
El Grupo considera que la privación de libertad no es
arbitraria cuando deriva de una decisión definitiva adoptada por
un órgano judicial nacional conforme:
A) a la legislación nacional; y
B) a las normas internacionales relevantes, detalladas en la
Declaración Universal de Derechos Humanos o en otros
instrumentos pertinentes.
El grupo fue originado por la Comisión de Derechos Humanos de Naciones Unidas el 14 de noviembre de 1991 como Grupo de Trabajo por la resolución 1991/42. El nuevo Consejo de Derechos Humanos, creado en 2006 en reemplazo de la comisión, renovó el mandato del grupo y amplió sus facultades.

## Estructura
Los integrantes actuales del grupo son:
- Leigh Toomey (Presidente-Relatora)  2015-2021
- Elina Steinerte (Vicepresidenta) Letonia 2016-2022
- Mumba Malila Zambia 2020-2026
- Miriam Estrada Castillo Ecuador 2020-2026
- Seong-Phil Hong  2014-2020
- Secretariado: Christophe Peschoux;  Miguel de la Lama; Margarita Naechova; Helle Dahl Iversen.

Antiguos miembros:
- Vladimir Tochilovsky  2010-2016
- Sètondji Roland Adjovi  2014-2020
- José Antonio Guevara Bermúdez  2014-2020

- Mads Andenas
- Shaheen Sardar Ali
- Tamás Bán
- Manuela Carmena Castrillo
- Roberto Garretón Merino
- Seyyed Mohammad Hashemi
- Laity Kama
- Louis Joinet
- Kapil Sibal
- El Hadji Malick Sow
- Petr Uhl
- Soledad Villagra de Biedermann
- Leïla Zerroügui